# Comté de Swisher
Pour les articles homonymes, voir Swisher.
Le comté de Swisher, en anglais : Swisher County, est un comté situé dans le nord de l'État du Texas aux États-Unis. Il est nommé en l'honneur de James Swisher, un soldat de la révolution texane. Le siège du comté est Tulia. Selon le recensement des États-Unis de 2020, sa population est de 6 971 habitants.

## Organisation du comté
Le comté de Wheeler est créé le 19 novembre 1876, à partir des terres du comté de Young. Il est définitivement organisé et autonome, le 17 juillet 1890.

## Géographie
Le comté a une superficie de 2 333 km2, dont 2 332 km2 dont la presque totalité en surfaces terrestres.
|                 | Comté de Randall, Comté d'Armstrong |                  |
| comté de Castro | comté de Swisher                    | Comté de Briscoe |
|                 | comté de Hale                       |                  |

## Démographie
Lors du recensement de 2010, le comté comptait une population de 7 854 habitants. En 2017, la population est estimée à 7 515 habitants.

Pyramide des âges du comté de Swisher (2000).

| Groupes           | Comté de Swisher | Texas | États-Unis |
| ----------------- | ---------------- | ----- | ---------- |
| Blancs            | 76,1             | 70,4  | 72,4       |
| Autres            | 14,7             | 10,6  | 6,4        |
| Afro-Américains   | 7,2              | 11,9  | 12,6       |
| Métis             | 1,9              | 2,5   | 2,7        |
| Amérindiens       | 0,9              | 0,7   | 0,9        |
| Asiatiques        | 0,1              | 3,8   | 4,8        |
| Total             | 100              | 100   | 100        |
|                   |                  |       |            |
| Latino-Américains | 40,1             | 37,6  | 16,7       |